# 자바코뿔소
자바코뿔소(자와코뿔소) 또는 순다코뿔소(학명: Rhinoceros sondaicus)는 코뿔소과에 속하며 현존하는 코뿔소 5종 중 하나이다. 인도코뿔소와 같은 속에 분류되며, 이들과 비슷하게 갑옷과 같은 모양의 피부를 지니고 있다. 몸길이는 4미터이며 높이는 2미터, 몸무게는 3t으로 인도코뿔소와 크기가 비슷하다. 뿔의 크기는 30센티미터 미만으로 다른 코뿔소에 비해 작은 편이다. 자바코뿔소는 한때 아시아에 서식하는 코뿔소 중 가장 널리 퍼져 있었으며, 인도네시아 제도, 동남아시아, 인도, 중국에 서식하였다. 현재는 심각한 멸종위기에 놓여 있으며, 2개의 개체군만이 야생에 서식하며 동물원에서는 사육되고 있지 않다. 현재 세계에서 가장 희귀한 대형동물로 여겨지기도 한다. 최소 30-40마리가 인도네시아 자와섬의 우정 쿠론 국립공원에 있으며, 베트남에서는 8마리 미만이 캣 티엔 국립공원에 서식하고 있다. 주로 뿔을 얻기 위해 이루어진 남획이 개체수를 극감시킨 것으로 여겨진다. 베트남 전쟁같은 전쟁이 서식지 상실에도 한몫하여 회복에 지장을 주고 있는 것으로 나타났다. 현재 서식지는 오직 국가에 의해 보호되고 있는 두 지역이지만 밀렵, 질병, 개체수 감소에 의한 개체군 병목현상이 여전히 종의 회복에 지장을 주고 있다.
자바코뿔소는 야생에서 30-40년을 산다. 과거에는 열대우림 저지대, 범람원 등에 서식하였다. 이들은 번식과 새끼를 돌볼 때를 제외하고는 혼자서 활동하지만 진흙탕 같은 지역에서는 군집할 수도 있다. 인간을 제외하고는 서식지에 이들을 위협하는 포식자는 없다. 인간을 피하지만 위협을 받으면 공격한다. 과학자들은 이들이 너무나 희귀하고 존치상태에 위협을 줄 수 있다는 우려 때문에 연구를 잘 못하고 있다. 연구자들은 사진과 변을 이용해 건강과 행동방식을 연구하며 이에 따라 자바코뿔소는 코뿔소 중 가장 알려진 바가 없는 종이다.

## 분류와 이름
자와코뿔소에 대한 연구는 1787년 자바에서 살해된 두 개체에 의해서 시작되었다. 두개골은 네덜란드의 자연학자인 페트루스 캠퍼에게 보내졌지만, 수령인은 자바에 있던 코뿔소가 독립된 종이라는 것을 출판하기 전 1789년에 죽었다. 다른 개체가 수마트라섬에서 살해되었으며, 조르주 퀴비에는 1822년 자와코뿔소를 독립된 종으로 인정하였으며, 학명은 Rhinoceros sondaicus로 정해졌다. 이는 연구된 마지막 자와코뿔소였다. 데마레는 자와코뿔소를 수마트라 산이라고 하였지만, 나중에 자와 산이라고 고쳤다
이들이 속하는 속명 Rhinoceros은 고대 그리스어의 코(rhino), 뿔(ceros)에 어원을 두고 있으며, 학명의 2번째 부분인 sondaicus은 수마트라, 자와, 보르네오섬을 포괄하는 선다란드 지방에서 뿔을 가리킨다.
3종의 분명한 아종이 있으며, 1 아종은 멸종했다.
- 인도네시아자바코뿔소 (Rhinoceros sondaicus sondaicus): 자바와 수마트라에 서식하였다. 현존 수는 자와섬 우종 쿠론 국립공원에 있는 40-50마리뿐이다. 어떤 학자는 수마트라 개체군과 자바 개체군이 구분된다고 하였다. 하지만 이는 널리 받아들여지지 않고 있다.[6][7]
- 베트남자바코뿔소 (Rhinoceros sondaicus annamiticus): 베트남, 캄보디아, 라오스, 타이, 말레이시아에 서식하였다. 현재 베트남의 캣 티엔 국립공원에 12마리 미만이 생존해 있다. 유전자 조사 결과 현존 두 아종은 300,000이나 2백만 년 사이에 갈라졌다고 한다.[7][8]
- 인도자바코뿔소(Rhinoceros sondaicus inermis): 벵골, 미얀마에 서식하였지만 1900년대 초반에 멸종된 것으로 여겨진다. Inermis는 "뿔 없는"을 뜻하며, 이는 이 아종의 수컷이 작은 뿔을 지니고 암컷이 뿔이 없다는 특징에서 유래하였다. 미얀마의 내정상태는 종의 생존여부를 알 수 없게 하였지만, 생존해 있을 확률은 낮다.[9][10][11]